# 福爾克勒姆山
78°2′S 161°7′E / 78.033°S 161.117°E
福爾克勒姆山（英語：Fulcrum），是南極洲的冰原島峰，位於維多利亞地的斯科特海岸，海拔高度約2,000米，處於勒弗冰原島峰北端，現時由南極條約體系管理。